# Roverscout
Roverscout kallas den som är 19-25 år gammal inom Scouterna.  
Tidigare var det namnet för den som var för gammal för annan verksamhetsgren inom KFUK-KFUM:s Scoutförbund och Svenska Scoutförbundet. Inom SMU motsvarades Roverscouting av seniorscouting. 2009 skapades åldersgrupper som var gemensamma för alla scoutförbund och förbunden slogs 2012 samman till Scouterna. 
Roverscouting sker oftast utan scoutledare och kan kombineras med att vara scoutledare för yngre åldersgrupper. Det finns särskilda regionala och rikskommittéer för att ta tillvara roverscouternas intressen i scoutrörelsen, vilka väljs på ting och brukar arrangera scout-femkamper årligen. Roverscouting har funnits sedan 1960-talet, men dessförinnan fanns senior- och vandrarscouter som avsåg motsvarande åldersgrupp och verksamhet.
På Nykterhetsrörelsens Scoutförbunds förbundsmötet 2006 beslutade man att utöka sin verksamhet med Roverscouting. Tidigare saknades detta helt.